# 波羅的斯克
54°39′N 19°55′E / 54.650°N 19.917°E

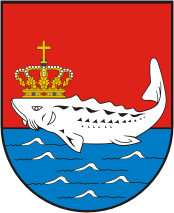
市紋

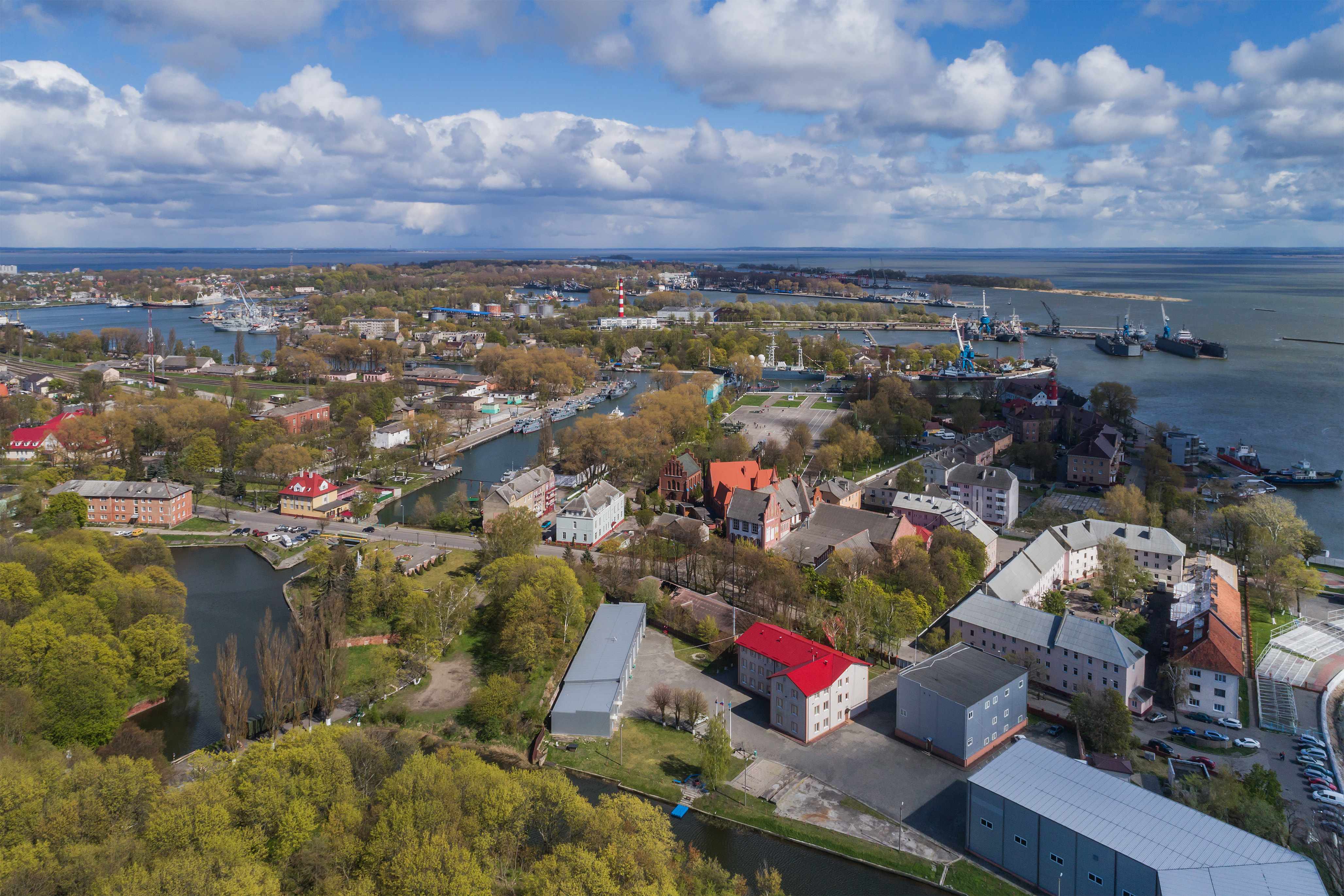
今日的波羅的斯克

波羅的斯克 （俄语：Балти́йск、德語：（皮劳））是俄羅斯加里寧格勒州西部的一個城市，位於加里寧格勒以西50公里、波罗的斯克海峡北岸，是俄羅斯最西的城市。2002年人口33,252人。
1945年前屬德國東普魯士，稱為皮勞（Pillau）。由於本市是波羅的海艦隊的主要基地，故也是一個前苏联保密行政區，现已解禁。

## 歷史

### 普魯士時期
波罗的斯克最初是一个古普鲁士人渔村的所在地，该渔村于13世纪的某个时候建立在维斯瓦河沙嘴的海岸上。这个村庄在几份文件中被命名为“Pile”或“Pil”，它的名字可能来自古普鲁士语中的pils单词，意思是堡垒。它最终被条顿骑士团征服，名字演变成德语形式的皮劳。1497年，一场风暴潮在村前挖出了一个新的盖特，另一场大风暴在1510年9月10日通过该盖特创造了可通航的波罗的斯克海峡。这促使皮劳成长为普鲁士公国的重要港口，并于1537年建造了碉堡，随后于1543年建造了仓库系统，并于1550年建造了最早的防御工事。在三十年战争期间，瑞典在战胜波兰立陶宛联邦后占领了港口，1626年5月，古斯塔夫·阿道夫和他的增援部队在那里登陆。1629年阿尔特马克停火后，瑞典人保留了皮劳并着手升级其防御工事，建造了一座星堡，该堡垒仍然是该镇的地标之一。1635年，皮劳市民支付了10,000塔勒的赎金，瑞典军队随即将定居点移交给勃兰登堡选帝侯。
到17世纪末，皮劳已经大大扩展，建造了一座灯塔和一座石头教堂。俄罗斯沙皇彼得大帝曾三次访问皮劳，第一次是在1697年与他的驻西欧大使馆有关。彼得大帝的雕像目前矗立在灯塔旁边。1725年皮劳获得城镇特权后，巴洛克风格的市政厅于1745年5月建成并落成，但在二战结束时被摧毁。俄罗斯军队在七年战争期间占领了该镇，并在那里建造了一座小型东正教教堂，以纪念2004年揭幕的伊丽莎白女皇骑马雕像纪念这一事件。1807年6月，拿破仑战争期间，皮劳遭到拿破仑大军的袭击，尽管在19世纪剩下的时间里没有发生任何重大事件。1815年在皮劳建立的苏格兰“殖民地”的记录出现在1890年的出版物中，尽管其真实性值得怀疑。灯塔高达31.38米（103.0英尺），整个堡垒于1871年由普鲁士人更新和重建。
皮劳的重要性从1901年11月15日开始下降，当时一条航运运河开通，将齊默爾布德（Zimmerbude，现斯韋特雷（Svetly））附近的维斯瓦泻湖与柯尼斯堡连接起来。皮劳的经济在很大程度上依赖于大型轮船，由于靠近东普鲁士首都和最大城市柯尼斯堡（Königsberg）的泻湖深度较浅，大型船舶被迫停靠在该镇，货物随后将由其他人从皮劳运输到柯尼斯堡。方法。这条运河耗资1300万马克，使吃水深度为21英尺（6.4m）的船只可以停泊在城市旁边或直接驶往柯尼斯堡，而无需在皮劳停留，导致该镇的经济严重衰退。

### 二戰末期
二战期间，皮劳拥有U艇训练设施，1945年4月16日，德国潜艇U-78在停靠在皮劳港供电码头附近时被红军炮火击沉，成为唯一一艘在二战中被陆基部队击沉的U艇。当红军进入东普鲁士时，超过450,000名难民从皮劳被运送到德国中部和西部，该镇最终于1945年4月25日被苏军占领。

### 俄羅斯時期
战后，皮劳被包括在东普鲁士北部转交给苏联即成为加里宁格勒州，德国居民被驱逐。在俄罗斯化运动期间，该镇的名称于1946年改为波罗的斯克。 
1952年，苏联当局在波罗的斯克为苏联海军波罗的海舰队开设了一个海军基地，结果它成为一个封闭的城镇，禁止外国人或无证人员进入。在冷战期间，它由波罗的斯克空军基地提供服务。该镇与加里宁格勒一起，仍然是波罗的海沿岸仅有的两个可供俄罗斯使用的全年无冰的港口之一。
2014年，在俄罗斯吞并克里米亚后掀起的反西方情绪浪潮中，有人呼吁改变该镇德意志时代的徽章，那個徽章有一条鲟鱼戴着普鲁士国王腓特烈·威廉一世的王冠。1725年，这个纹章被授予皮劳。

## 姐妹城市
- 波蘭尼斯
- 波蘭埃爾布隆格
- 瑞典卡尔斯克鲁纳

## 外部連結
- Балтийск — самый западный гарнизон и город России[]
- БАЛТИЙСК — ГОРОД И ПОРТ. Информационный портал. （页面存档备份，存于）